# ÍF Fuglafjørður
Maillots
Actualités
Le ÍF Fuglafjørður est un club de football féroïen basé à Fuglafjørður.

## Historique
- 1946 : fondation du club

## Bilan sportif

### Palmarès
- Championnat des îles Féroé
  - Champion : 1979

- Coupe des îles Féroé
  - Finaliste : 1975, 1982, 1987, 2005, 2010, 2011

- 1.Deild
  - Champion : 1984, 1987, 2003, 2018, 2022

### Bilan européen
Note : dans les résultats ci-dessous, le score du club est toujours donné en premier
| Saison    | Compétition  | Tour           | Club         | Domicile | Extérieur | Total |
| --------- | ------------ | -------------- | ------------ | -------- | --------- | ----- |
| 2011-2012 | Ligue Europa | Premier tour Q | KR Reykjavik | 1 - 3    | 1 - 5     | 2 - 8 |
| 2013-2014 | Ligue Europa | Premier tour Q | Linfield FC  | 0 - 2    | 0 - 3     | 0 - 5 |
| 2014-2015 | Ligue Europa | Premier tour Q | MyPa         | 0 - 0    | 0 - 1     | 0 - 1 |

Légende
- Victoire ou qualification pour le tour suivant
- Match nul
- Défaite ou élimination de la compétition